# Aromobates nocturnus
Aromobates nocturnus es una especie de anfibio anuro de la familia Aromobatidae; es endémica de Venezuela. Se trata de una rana extremadamente rara.

## Descripción
A diferencia de las ranas venenosas relacionadas, esta especie es completamente acuática y mucho más grande, con 62 milímetros de longitud.
Es la especie de rana que peor huele del mundo, ya que suelta la apestosa secreción de su piel como defensa.

## Estado de conservación
Se encuentra amenazada por la pérdida de su hábitat natural.